# Philautus saueri
Espèce
Statut de conservation UICN

 LC  : Préoccupation mineure
Philautus saueri est une espèce d'amphibiens de la famille des Rhacophoridae.

## Répartition
Cette espèce est endémique de l'État du Sabah en Malaisie orientale, sur l'île de Bornéo. Elle se rencontre sur le versant Sud-Ouest du mont Kinabalu, entre 2 200 et 3 500 m d'altitude.

## Étymologie
Cette espèce est nommée en l'honneur de H. Sauer.

## Publication originale
- Malkmus & Riede, 1996 : Die Baumfrösche der Gattung Philautus vom Mount Kinabalu. Teil I. Überblick und die aurifasciatus-Gruppe mit Beschreibung einer neuen Art (Philautus saueri n. sp.). Sauria, vol. 18, no 1, p. 27-37 (texte intégral).